# Ridouan Taghi
Le texte peut changer fréquemment, n’est peut-être pas à jour et peut manquer de recul. 
Le titre et la description de l'acte concerné reposent sur la qualification juridique retenue lors de la rédaction de l'article et peuvent évoluer en même temps que celle-ci.
Ridouan Taghi, né le 20 décembre 1977 à Béni Salmane (Maroc), est un mafieux néerlando-marocain condamné à la prison à perpétuité aux Pays-Bas pour avoir dirigé une organisation criminelle appelé selon les Émirats arabes unis, The Angels of Death (« les anges de la mort »). Spécialisé dans la formation de groupes criminels et de trafic de cocaïne à l'international, il est reconnu coupable d'avoir orchestré plusieurs assassinats, attentats et kidnappings. En amont de son procès, la police estime qu'un tiers du trafic de cocaïne en Europe passe par son organisation. Il est incarcéré à l'EBI, l'institution pénitentiaire néerlandaise la plus sécurisée.
À la suite de l'arrestation du criminel Benaouf, en 2013, ainsi que des assassinats des deux barons de la drogue rivaux, Gwenette Martha et Samir Bouyakhrichan, en 2014, il s'impose comme le plus puissant trafiquant de drogue à l'échelle européenne et est considéré comme le « trafiquant le plus dangereux d'Europe » par les Pays-Bas. Son bras droit est Saïd Razzouki. Il est à l'origine d'un attentat contre De Telegraaf, de l'assassinat de l'ancien criminel Martin Kok et de l'assassinat de l'avocat Derk Wiersum. À ce titre, il est l'homme le plus recherché par les Pays-Bas pendant plusieurs années, avec plusieurs mandats d'arrêt internationaux à son nom. Une récompense de 100 000 € est alors promise par les autorités néerlandaises à toute personne donnant des indices menant à l'arrestation du fugitif. Europol classe l'organisation de Taghi comme la plus dangereuse d'Europe des années 2010, devant les clans monténégrins Škaljari et Kavač et l'organisation 'Ndrangheta en Italie. Fin 2019, il est arrêté à Dubaï et extradé vers les Pays-Bas dans la foulée, où il est placé en détention.
Également impliqué (avec son complice Mao R.) dans une affaire de corruption qui mènera à la condamnation du président du Suriname Desi Bouterse,, une enquête policière révèle aussi la coopération de Ridouan Taghi avec le général iranien Qassem Soleimani. En août 2020, six avocats importants aux Pays-Bas sont accusés d'avoir livré des informations à l'organisation de Ridouan Taghi en échange de sommes d'argent. Leur nom est ajouté dans le procès Marengo, dans lequel Taghi est le principal accusé. Inez Weski, l'avocate qui le défend à partir de son arrestation en 2019, est arrêtée en avril 2023 pour avoir livré des informations secrètes de la justice néerlandaise à son organisation criminelle,. En juin 2023, Michael Ruperti, Arthur van der Biezen et Sjoerd van Berge Henegouwen sont choisis pour prendre la fonction d'avocat de Ridouan Taghi. Ces trois derniers démissionnent en décembre 2023.

## Biographie

### Famille et enfance

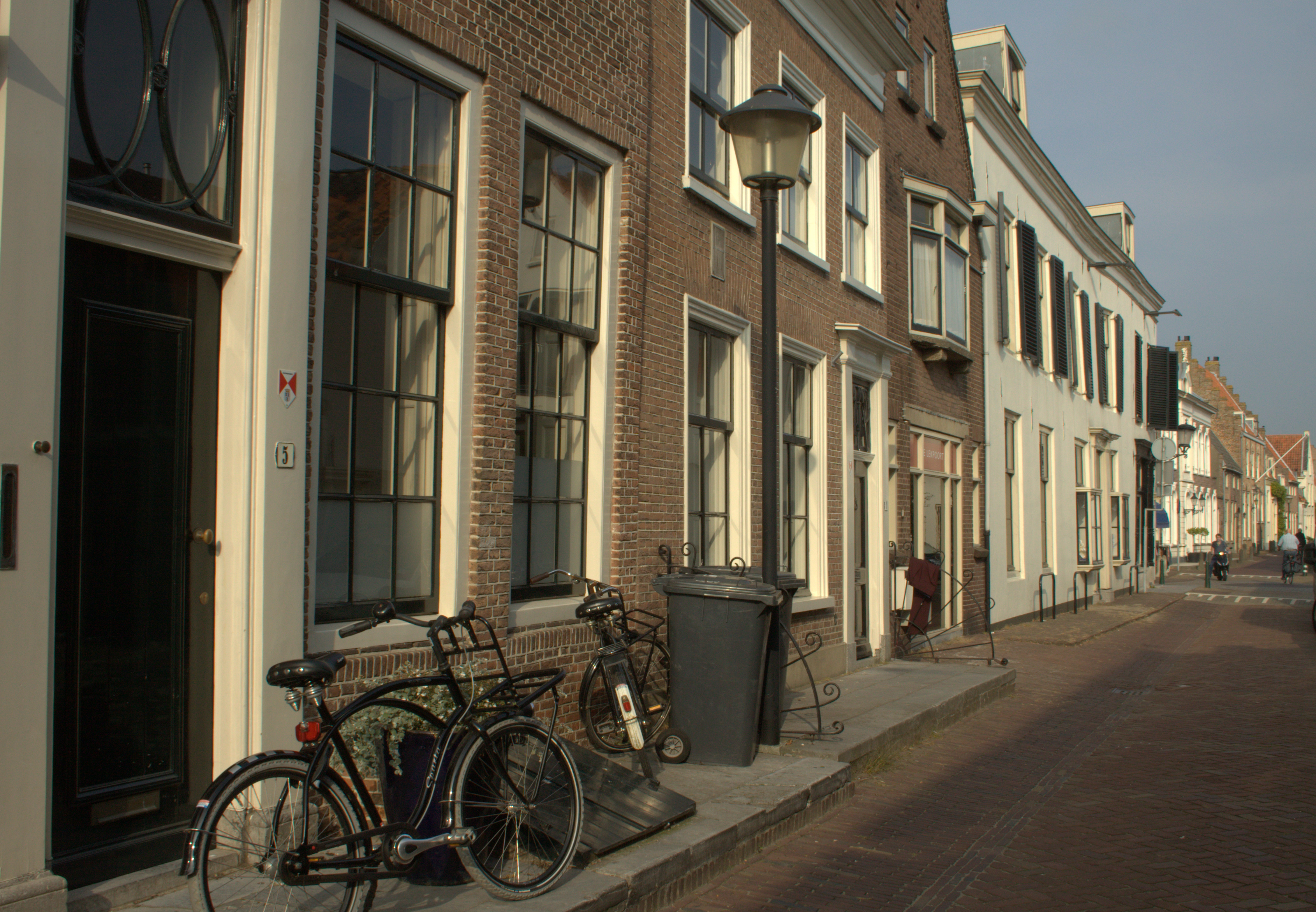
Vianen, quartier d'Utrecht où a grandi Ridouan Taghi.

Ridouan Taghi naît à Bni Selmane,,,,, au Maroc, dans la région Tanger-Tétouan-Al Hoceïma, à quelques kilomètres de Chefchaouen. Sa famille s'installe à Utrecht dans le quartier de Vianen en 1980. Ridouan est alors âgé de deux ans. Ridouan a huit sœurs et deux frères (Jamal et Morad). Taghi fait partie de la bande « Bad Boys », active dans les environs de Nieuwegein à Utrecht et adopte le surnom « De Neus Uit Vianen ». Il est le cousin d'Anouar Taghi, qu'il fréquente et avec qui il commet ses délits. Bon élève, il étudie la science de l'éducation à l'université d'Utrecht, et deale en même temps pour subvenir aux besoins familiaux. En 1992, Taghi est condamné pour la première fois pour des faits de braquages et de possession d'armes à feu. Ses faits de braquages sont effacés de son casier judiciaire lorsqu'il devient majeur, ce casier restera vierge tout au long de son parcours criminel. Au cours des années 1990, la famille reprend le trafic instauré par le grand père Taghi en important régulièrement des tonnes de haschich en provenance du Maroc, via l'Espagne jusqu'aux Pays-Bas. Ridouan entre rapidement dans ce milieu et gravit les échelons en devenant le plus actif de la famille. En 2005, Taghi se lance dans l'importation de cocaïne du Panama vers les Pays-Bas, en passant par le Maroc, faisant rentrer environ 1 000 kilos de cocaïne par mois aux Pays-Bas. Quatre ans plus tard, il se fait radier du registre de la population afin de rester sous les radars. Dans une lettre transmise aux médias néerlandais, un anonyme décrit Ridouan Taghi comme un paranoïaque, alcoolique qui boit une bouteille de whisky par jour.

### Mocro-oorlog
Ridouan Taghi intègre le réseau marocain de grand banditisme aux Pays-Bas au cours des années 2000.
En 2012, le vol de 200 kg de cocaïne dans le Port d'Anvers par la bande des Turtles déclenche une guerre entre organisations rivales d'origine marocaine, actives autour des ports de la mer du nord. Plusieurs assassinats ont lieu aux Pays-Bas, en Belgique, en Espagne, en Colombie, au Suriname et au Maroc. Un cessez-le-feu survient entre les factions de Gwenette Martha et de Benaouf, mais Ridouan Taghi profite de la faiblesse de ces dernières pour gravir les échelons aux Pays-Bas, en collaboration avec Saïd Razzouki et Naoufal Fassih. Il commandite ou perpètre un grand nombre d'assassinats avec son bras droit Saïd Razzouki : 
- le 3 décembre 2011, un double assassinat a lieu à Houten aux Pays-Bas. Jaap Zillig et Pieter Vos sont abattus dans une fusillade. Ridouan Taghi, Naoufal Fassih et Redouan Boutaka sont tous les trois suspectés d'avoir joué un rôle[25] ;
- le 22 juin 2012, Tarik Abdellaoui est blessé après avoir été la cible d'une fusillade en Espagne. Tarik est un trafiquant de drogue néerlando-marocain opérant dans la Costa del Sol. Il est suspecté de voler des grosses quantités de cocaïne. Ridouan Taghi est le principal suspect de cette fusillade[26] ;
- le 13 août 2013, Frank Scharrenberg est abattu à Marbella en Espagne devant sa famille. Ridouan Taghi aurait collaboré avec Rico Le Chilien, bras droit de Naoufal Fassih pour cet assassinat ;
- le 31 octobre 2013, Tarik Abdellaoui est abattu par l'organisation de Ridouan Taghi dans le quartier de Calle Jábega à Fuengirola en Espagne ;
- le 13 décembre 2013, Ridouan Taghi abat Viktor van den Broeke en République dominicaine. Viktor faisait partie d'un réseau de douanier belge corrompu, apparenté à Tim Deelen[27] ;
- le 20 janvier 2014, Mohammed Alarasi est assassiné à Amersfoort par des tueurs à gages envoyés par Ridouan Taghi. Nabil Bakkali, alias « Chekam », qui fait partie du commando ira se livrer à la police en affirmant que le meurtre est commis par l'organisation de Ridouan Taghi et qu'ils se sont trompés de cible. Les tueurs à gages cherchaient à liquider Samir Jabli. Ces révélations lanceront ce qui aboutira au procès Marengo ;
- le 30 novembre 2014, Samir Jabli est liquidé à Amersfoort devant la maison de ses parents[28]. Ce rival de Ridouan Taghi avait assassiné par[pas clair] un Néerlando-Surinamien le 11 octobre 2010 à Amsterdam.

Début 2015, il se rend en Belgique pour superviser ses réseaux à partir d'un appartement qu'il loue à Schaerbeek (Bruxelles) avec la complicité de sa maitresse Souad O. Allias sousou. Il y loge pendant quelques mois avant de se réfugier au Maroc avec un faux passeport. Les autorités néerlandaises informent le roi Mohammed VI que Ridouan Taghi pourrait se trouver sur le territoire marocain. La BCIJ lance rapidement l'enquête sur Ridouan Taghi pour 32 assassinats et des armes retrouvées au Maroc. Ridouan Taghi, au courant des échanges entre les autorités néerlandaises et marocaines, loue un zodiac le 20 août 2015 pour rejoindre l'Espagne, pays dans lequel il prend son envol vers l'Amérique latine pour organiser ses réseaux à partir du Surinam, de la République dominicaine ou du Costa Rica. Le 25 janvier 2016, il retourne sur le territoire marocain, est interrogé par la police mais parvient à s'échapper avec un faux passeport en direction des Émirats arabes unis. Le 16 décembre 2019, il est capturé à Dubaï, Extradé vers les Pays-Bas trois jours plus tard, il est depuis incarcéré à l'Extra Beveiligde Inrichting (prison de haute sécurité) de Vught. Son procès, qui devait s'ouvrir en 2020, est reportée à cause de la pandémie de Covid-19. Il encourt la perpétuité incompressible.
Le nom de Ridouan Taghi fait donc pour la première fois son apparition en 2015 lorsque le criminel utrechtois Ebrahim Buzhu porte plainte contre Ridouan Taghi auprès de la police néerlandaise pour menaces de mort. Le frère de ce dernier sera assassiné un an plus tard. Le nom Ridouan Taghi, encore inconnu aux Pays-Bas, est rapidement relié à un assassinat qui a eu lieu en Espagne deux ans avant la plainte d'Ebrahim Buzhu. Deux mois plus tard, la police néerlandaise lance une intervention dans deux garages situés à Nieuwegein et mettent la main sur 90 armes à feu, 4 000 munitions, une cargaison de gilets pare-balles et une dizaine de voitures volées. Plusieurs hommes sont arrêtés, dont la plupart faisaient partie du gang des Bad Boys, dont faisait également partie Ridouan Taghi. Les autorités néerlandaises soupçonnent le groupe de former un réseau de tueurs à gages.
Le 9 septembre 2015, Ronald Bakker est assassiné dans son magasin spyshop vendant des caméras de surveillance et des téléphones munis d'un système PGP. L'homme n'a aucun rapport avec la Mocro Maffia, mais livre quelques informations à des faux clients à Huizen à propos de Ridouan Taghi. Les faux clients, membres de l'organisation de Taghi, feront leur retour pour liquider l'homme de 59 ans.
Le 26 septembre 2015, le criminel le plus recherché du Chili, Rico Le Chilien est presenté à Ridouan Taghi par Naoufal Fassih à distance via des messages PGP. Des messages décryptés en 2020 révèlent le message de Noffel à Taghi : « Chef, tu dois rencontrer Rico. C'est un homme, comme nous, wollah ».
Le 16 avril 2016, il est le commanditaire de l'assassinat de Samir Erraghib à IJsselstein. Les autorités interceptent des messages PGP entre Ridouan Taghi et Naoufal Fassih pour la préparation de l'assassinat de ce dernier.
Le 17 avril 2016, il prépare l'assassinat de l'officier de justice Koos Plooij et du journaliste Martin Kok, en collaboration avec Rico Le Chilien. L'assassinat de l'officier de justice n'aura jamais lieu et le journaliste est abattu plus tard en 2016.
Le 29 mai 2016, Bagdad El H. et Ranko Scekic marchent saouls dans le quartier de Kanaleneiland (nl) à Utrecht. Des tueurs à gages de Ridouan Taghi rôdent dans le quartier, cherchant à commettre un double assassinat. Des messages PGP déchiffrés par les autorités néerlandaises révèlent que les tueurs à gages ont annulé l'assassinat en raison des nombreuses patrouilles de police présentes dans le quartier.
Le 22 juin 2016, il est le commanditaire de l'assassinat de Ranko Scekic à Utrecht. L'homme est un proche d'Ebrahim Buzhu, l'homme qui a porté plainte contre Ridouan Taghi pour menace de mort en 2015.
Le 24 juin 2016, Wout Sabee est assassiné devant sa villa à De Meern. L'homme de 70 ans est un ex-trafiquant de drogue, ayant donné son avis à la télévision néerlandaise à propos de la Mocro Maffia. Ridouan Taghi est le suspect de l'assassinat du Néerlandais.
Le 11 octobre 2016, il envoie un tueur à gage pour abattre Abdelkarim Ahabad aux Pays-Bas. La cible parvient miraculeusement à prendre la fuite.
Le 8 décembre 2016, il est le commanditaire de l'assassinat du journaliste Martin Kok. Le journaliste avait révélé les liens entre Ridouan Taghi, Rico Le Chilien et Noffel F.
Le 3 janvier 2017, un assassinat sur Khalid Hmidat est déjoué par la police néerlandaise. Le présumé commanditaire de cette tentative d'assassinat est Ridouan Taghi.
Le 12 janvier 2017, Hakim Changachi est assassiné par l'organisation de Nabil Bakkali à Utrecht. Ridouan Taghi cherchait à liquider Khalid H..
Le 31 janvier 2017, Justin Jap Tjong, âgé de 25 ans, ami et complice de Nabil Bakkali lors de l'assassinat de Hakim Changachi, est abattu à Amsterdam. Son assassinat est financé par Ridouan Taghi.
En mars 2017, Gerel Palm, considéré par le pouvoir judiciaire comme l'un des tueurs à gage les plus importants de Ridouan Taghi, est arrêté au Suriname. Mais peu de temps après son arrestation, il parvient à s'échapper sans peine de la prison de Paramaribo. Il est toujours en fuite depuis[Quand ?].
Le 17 avril 2017, le baron de drogue Farid Souhali est abattu par l'organisation de Ridouan Taghi à La Haye.
Le 7 juillet 2017, le criminel Jaïr Wessels est abattu par deux tueurs à gages de Ridouan Taghi. Les deux tueurs à gage sont des membres d'un groupe de motards appelé les « Calog Wagoh MC ».
Le 21 septembre 2017, l'homme d'affaires de 55 ans, Stefaan Bogaerts, originaire de Brasschaat (Belgique), est abattu à Spijkenisse aux Pays-Bas. Son assassinat est commandité par Ridouan Taghi.
Le 2 novembre 2017, Ridouan Taghi envoie deux tueurs à gages néerlando-surinamiens pour abattre Mous, Mustapha El Fechtali. à Marrakech. Un jeune étudiant sera abattu lors de la fusillade.
Le 29 mars 2018, Ridouan Taghi envoie deux tueurs à gages pour abattre Redouan Bakkali, le frère de Chekkam, alias Nabil Bakkali, un ex-membre de la bande de Ridouan Taghi. Nabil Bakkali appelé également « le repenti », met auparavant un terme à ses activités criminelles et devait livrer des informations à la police néerlandaise à propos de Ridouan Taghi, en échange d'une peine d'emprisonnement moins longue que prévu. Redouan Bakkali n'avait aucun antécédent judiciaire.
Le 10 avril 2018, Churisan Allen, membre de l'organisation de Mustapha El Fechtali, est kidnappé à Utrecht. Il n'est jamais retrouvé et est selon la justice néerlandaise probablement mort. L'homme figurait sur une importante liste noire de Ridouan Taghi où sa tête était mise à prix.
Le 21 juin 2018, il envoie un individu masqué armé d'un lance-roquettes au siège du quotidien néerlandais Panorama. La journaliste Marie Claire, qui signait la veille un article révélant des noms importants de la bande de Ridouan Taghi, en était la cible principale.
Le 26 juin 2018, vers quatre heures du matin, un second attentat à la camionnette bélier a lieu contre le siège social du média De Telegraaf. La voiture sera après incendiée par l'auteur des faits, avant qu'il ne prenne la fuite à pied.
Le 23 juillet 2018, Jamal M. est abattu à Barcelone en Espagne. Le jeune Néerlando-Marocain figurait sur une liste noire de la Mocro-maffia. Ridouan Taghi est vu comme un suspect.
Le 11 août 2018, les deux frères de Ridouan Taghi sont arrêtés par la police marocaine au Maroc.
Le 27 octobre 2018, Hamza Ziani est froidement assassiné à Marbella en Espagne. Le jeune garçon originaire d'Utrecht est un membre de la bande de Moes alias Mustapha El Fechtali, rival de Ridouan Taghi.
En 2018, Ridouan Taghi est présumé résider dans les pays du Golfe. D'autres pistes évoquent l'Amérique latine, Kish (Iran) et Dubaï (Émirats arabes unis). Lors de la cavale de Ridouan Taghi et Saïd Razzouki, les deux hommes trouvent un endroit à l'abri d'Interpol. Ils se rendent à Dubaï avec l'aide des plus hauts fonctionnaires des Emirats arabes unis et deviennent les commanditaires de plusieurs assassinats aux Pays-Bas, au Suriname et en Colombie. Ils importent également des tonnes de cocaïne via les Ports d'Anvers et d'Algésiras. Selon De Telegraaf, 1/3 de la cocaïne importée à Anvers est contrôlée par la nouvelle bande de Ridouan Taghi, fondée à Dubaï avec des criminels internationaux originaires d'Irlande, d'Italie, des Pays-Bas et du Maroc.
En mars 2019, Ridouan Taghi coopère avec Raffaele Imperiale de la mafia napolitaine.
Le 28 mars 2019, Mohamed El A., opérant dans l'organisation de Taghi, est arrêté à Utrecht. Il est suspecté d'avoir joué un rôle dans l'assassinat de Ranko Skekic.
En avril 2019, la presse néerlandaise révèle que le journaliste John van den Heuvel figure sur la liste noire de Ridouan Taghi.
Le 2 mai 2019, Shaquille Goedhart est abattu par Omar C. à Amsterdam-Zuidoost. Ridouan Taghi aurait financé le tueur à gages.
Le 5 mai 2019, Dennis G. qui est un ami de Mustapha El Fechtali, rival de Ridouan Taghi, est assassiné par un tueur à gages à Paramaribo, au Suriname.
Le 14 mai 2019, le journaliste et chroniqueur judiciaire Peter R. de Vries annonce à la presse néerlandaise que son nom figure dans la liste noire de Ridouan Taghi.
Le 27 mai 2019, Mao (43), Mario R. (39) et Alejandro « Rambo » P. (30), des tueurs à gages de Ridouan Taghi, sont arrêtés par Interpol à Paramaribo au Suriname.
Le 18 septembre 2019, Derk Wiersum, l'avocat de Nabil Bakkali, est également assassiné à Amsterdam. Ridouan Taghi aurait envoyé le tueur à gages qui a abattu l'avocat, car ce dernier en savait trop sur lui.
Le 20 octobre 2019, Naima Jillal, coopératrice du réseau de Moes, est kidnappée à Amsterdam.
Le 12 décembre 2019, Rachid Kotar, membre de la bande Bouyakhrichan, principal rival de Ridouan Taghi, est assassiné devant les yeux de son fils de quatre ans à Amstelveen.
Environ 70 personnes sont placées sous protection policière en raison de menaces provenant du réseau de Ridouan Taghi. Elles portent régulièrement un gilet-par balle en cas de fusillade. Après l'arrestation de ce dernier le 16 décembre 2019, les protections sont maintenues.
Le 20 février 2020, la presse néerlandaise révèle la présence du criminel amstellodamois Danny K., de Dino Soerel et du vendeur d'armes Sjaak B. sur une liste noire de Ridouan Taghi. Le criminel marocain aurait eu un conflit avec Danny K. à la suite de la liquidation de Jaïr Wessels. La presse révèle également qu'une grande somme d'argent allait être verser pour liquider Dino Soerel dans sa cellule.
En mars 2020, le repenti Nabil Bakkali témoigne contre Mao R., qu'il décrit comme étant le bras gauche de Ridouan Taghi. Très discret et silencieux, Mao serait très dangereux et aurait des relations indirectes avec le président surinamais Desi Bouterse. Bakkali dit l'avoir entendu de la bouche de Saïd Razzouki et de son frère Mohammed. Il affirme également que Taghi aurait fait son premier cambriolage avec Mao.
Le 29 mai 2020, l'avocat Khalid Kasem est accusé d'avoir joué un rôle dans l'organisation de Taghi, livrant des informations à Zakaria El H..
Le 6 juillet 2021, le journaliste Peter R. de Vries est abattu par deux tueurs à gages à proximité des locaux de la chaine RTL Boulevard à Amsterdam. L'homme de 64 ans figurait sur une liste noire de Ridouan Taghi. Selon les autorités néerlandaises, cet assassinat est orchestré par l'organisation de Ridouan Taghi, bien que ce dernier soit emprisonné à l'Extra Beveiligde Inrichting. Il était sur la liste noire de Taghi pour sa proximité avec le repenti Nabil Bakkali.
Le 5 octobre 2021, son cousin et homme de confiance Jaouad F. est arrêté à Tétouan au Maroc.
Le 9 octobre 2021, son cousin Youssef Taghi est arrêté dans sa cellule à l'Extra Beveligde Inrichting pour avoir planifié une évasion spectaculaire de Ridouan Taghi.
Le 15 janvier 2022, son rival Ebrahim Buzhu est abattu à Cadix dans le Sud de l'Espagne et son corps est retrouvé carbonisé dans une voiture.

#### Liste noire
- Mustapha El Fechtali, trafiquant néerlando-marocain travaillant pour Samir Bouyakhrichan, il survit à une tentative d'assassinat en 2017 à Marrakech.
- Robin van O., criminel néerlandais travaillant pour Mustapha El Fechtali, à la tête d'une salle de torture construite pour séquester les hommes de Ridouan Taghi[66].
- Karim Bouyakhrichan, membre de la bande Bouyakhrichan. Il s'agit du frère du trafiquant Samir Bouyakhrichan. Ridouan Taghi le place sur sa liste noire après que ce dernier ait placé une prime d'argent sur la tête de Ridouan Taghi[67].
- Danny K., membre de la bande Bouyakhrichan et bras droit de Karim Bouyakhrichan, ayant travaillé par le passé avec le criminel Willem Holleeder[68].
- Dino Soerel, criminel néerlandais[69].
- Sjaak Burger, criminel néerlandais.
- Cor P., criminel néerlandais[70].
- Nabil Bakkali, ex-membre de la bande Taghi, ayant accepté de collaborer avec la justice néerlandaise.
- Peter R. de Vries, journaliste néerlandais[71].
- Peter Schouten, avocat néerlandais[72].
- Onno de Jong, avocat néerlandais[73].

### Angels of Death
Ridouan Taghi est connu aux Émirats arabes unis comme étant le patron du célèbre cartel de drogue « Angels of Death », considéré comme étant le plus dangereux du continent européen et africain,.

### Alliés
- Raffaele Imperiale de la Camorra[76] : après l'arrestation de ce dernier en août 2021, le journal De Telegraaf révèle que la fille de Raffaele Imperiale serait l'épouse du fils de Ridouan Taghi, et qu'ils résident ensemble à Dubaï[77].
- Cartel Tito et Dino de la mafia bosniaque[78]
- Cartel Del Norte del Vallé de la mafia colombienne[79]
- Daniel Kinahan de la mafia irlandaise[80],[81]
- Cartel de Sinaloa[82]
- Caloh Wagoh, club de motard aux Pays-Bas[83]
- Qassem Soleimani, général iranien[84]

Ridouan Taghi corrompait également des hauts-fonctionnaires de la police néerlandaise. Ridouan Taghi recevait régulièrement des messages de policiers corrompus surnommés « De Petten ». Ces derniers fournissaient à Ridouan Taghi le nom et prénom des criminels ayant le nom de Ridouan Taghi et ses travailleurs, gravés sur leur listes noires.

### Arrestations
En 2019, les deux frères de Ridouan : Jamal et Mourad Taghi sont arrêtés au Maroc par la police marocaine pour participation à une organisation criminelle. Selon la police marocaine, Jamal servait de comptable dans le réseau de Ridouan.

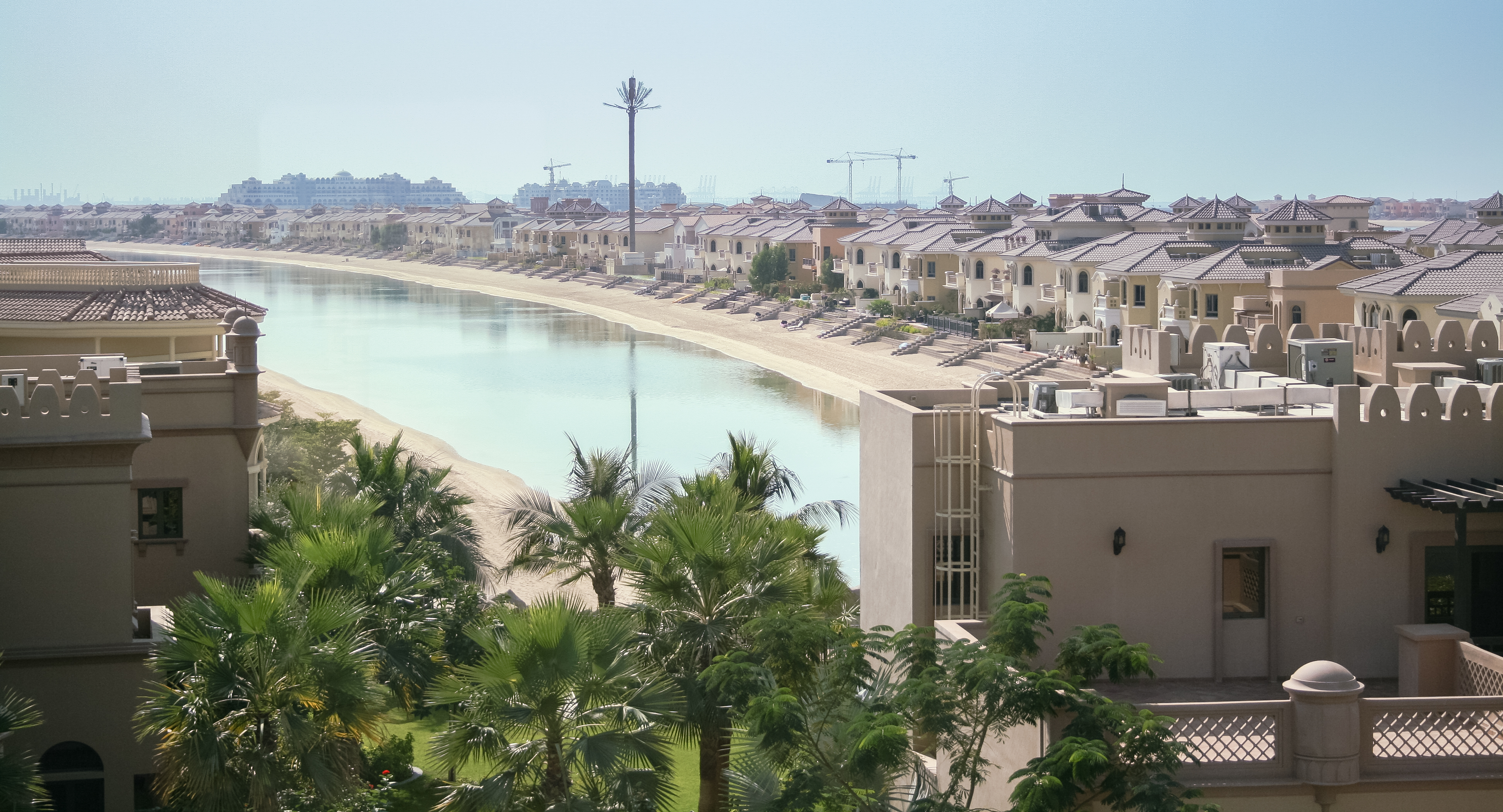
Ridouan Taghi est arrêté dans sa villa de luxe à Dubaï en décembre 2019.

Le 16 décembre 2019, vers 3 heures du matin, Ridouan Taghi est arrêté à Dubaï dans sa villa de luxe. Lorsque les forces spéciales entrent dans sa villa, Ridouan Taghi est assis sur son canapé en train de fumer et boire du vin rouge, aux côtés de sa petite amie devant la télévision. Cependant, les autorités émiraties refusent de révéler le nom du quartier calme où il résidait depuis plusieurs mois. En dessous du canapé, la police découvre 500 000 dirhams en cash. Selon le chef de recherche à Dubaï, Jamal-al-Jallaf, la police néerlandaise n'a joué aucun rôle dans l'arrestation du fugitif. Les enquêteurs émiratis découvrent que Taghi a pu entrer et sortir des Émirats arabes unis en 2016 sous une fausse identité au nom de Hakim Mohamad Harhour. Dans la même année, il voyage de nouveau sous la fausse identité de Mohsin Lawahid. Un homme d'origine ouzbèke, est également arrêté. Il est suspecté d'être le logisticien de Taghi à Dubaï. Des magazines néerlandais évoquant les messages Pretty Good Privacy déchiffrés au Canada sont également retrouvés, ainsi que d'autres journaux parlant de la biographie du kick-boxeur Badr Hari.

« Taghi était très discret. Les rideaux de sa villa étaient toujours fermés. Il n'y avait aucune lumière qui rentrait. On ne pouvait pas voir à partir de dehors, s'il y avait quelqu'un à l'intérieur. Taghi voulait éviter d'être vu. Il a été aidé par ses amis et ses connaissances, qui ont joué un rôle dans son arrestation. Lors de son arrestation, il était en compagnie d'une femme de nationalité asiatique, qui est sans doutes sa petite amie. ».

— Jamal-al-Jallaf, chef de la police fédérale de Dubaï.
Le 6 mars 2020, Ridouan Taghi devait passer devant le tribunal d'Amsterdam pour être jugé. Il encourt une condamnation à perpétuité. Après l'arrestation de Ridouan Taghi, sa sœur Nora Taghi est également arrêté par la police néerlandaise pour avoir joué un rôle dans l'organisation.
Le 7 février 2020, son bras droit Saïd Razzouki est arrêté à Medellin en Colombie. Son financier Amir Faten Mekki est arrêté quelques mois plus tard.
Le 21 septembre 2020, une toute première image du visage de Ridouan Taghi apparaît sur les réseaux sociaux, datant de trois jours après son arrestation à Dubaï et prise lors de son arrivée à l'Extra Beveiligde Inrichting. Ridouan Taghi dit « avoir été tabassé par des policiers marocains ». Il explique également : « Lorsqu'ils m'ont plaqué au sol, un policier a posé son pistolet sur mon visage et m'a menacé de mort. Les agents m'ont dit qu'ils avaient reçu l'ordre de me tuer. Pendant 72 heures, ils m'ont torturé en m'électrocutant dans un local glacial ».
Quelques jours après l’arrestation de Ridouan Taghi  à Dubaï,  le 20 décembre 2019, un Marocain de 45 ans résidant à Bruxelles et soupçonné d'être à la tête d'un réseau bruxellois connecté à celui de Taghi est arrêté également, sur base de messages PGP décryptés par les autorités néerlandaises. Ridouan Taghi aurait versé une somme de 30 000 euros par mois à son complice pour son logement à Bruxelles, selon Wim de Bruin du parquet néerlandais. Cinq autres personnes sont arrêtés à Bruxelles et Amsterdam. L’enquête révèle que Ridouan Taghi a voyagé régulièrement entre la Belgique, le Maroc et l'Amérique latine avant de prendre un aller sans retour en 2016 vers les Émirats arabes unis à l'aide d'un faux passeport néerlandais sous nom de Mouhsin L..

### Sécurisation totale de la prison
En février 2020, les Unités de la police fédérale néerlandaise mettent en place une sécurisation maximale de la prison de Vught à la suite de nombreuses rumeurs révélant que Ridouan Taghi ait préventivement financé un commando surarmé pour le faire évader au cas où il sera emprisonné aux Pays-Bas. La police a installé des dispositifs d’enregistrement infrarouge dans les environs de la prison. 
En 2016, Benaouf, une icône de la Mocro-maffia, a tenté de s'évader de la prison de Roermond en hélicoptère. Quatre ans plus tard, au début de 2020, Omar Lkhorf, le bras droit de Benaouf a également tenté de s'évader de la prison de Zutphen. Les autorités néerlandaises ont pris les plus grandes mesures pour garder Ridouan Taghi dans un isolement total, aux côtés de Willem Holleeder et Omar Lkhorf dans la prison de Vught.

## Messages PGP déchiffrés
« Les services secrets marocains sont à fond sur moi. Ils savent beaucoup plus que l'AIVD (Unités néerlandaises). Ils me cherchent pour 32 assassinats. Ils ont retrouvé des armes. Le Roi a donné l'ordre à la BCIJ d'enquêter à fond sur moi. Ces putains de Hollandais m'ont baisé. Je vais bouger d'ici (Maroc). Je vais prendre un zodiac et me réfugier en Espagne. »

— Messages PGP déchiffrés de Ridouan Taghi envoyés à son bras gauche[Quoi ?] Mao R., datant du 19 août 2015

« J'ai besoin d'un bain de sang et rien d'autre. »

— Messages PGP déchiffrés de Ridouan Taghi, datant de 2016

« Hahaha, le 'Yougo' ne vit plus, ce chien a reçu 5 ou 6 balles dans la tête. »

— Messages PGP déchiffrés de Ridouan Taghi après l'assassinat de Ranko Scekic le 22 juin 2016.

« Vaut mieux abattre ce boucher. Tout le monde peut savoir que c'est de ma part. Il a parlé avec la police. »

— Messages PGP déchiffrés de Ridouan Taghi avec des tueurs à gages à propos de Ebrahim B., un témoin clé.

« Bien fait pour ce fils de pute. Qu'il ait livré des informations sur notre groupe, cette balance de première classe. »

— Messages PGP déchiffrés de Ridouan Taghi, après l'assassinat de Samir Erraghib.

« Si on arrive pas à l'avoir, c'est simple, on va mettre une fin à la vie de quelqu'un de sa famille. On le kidnappe et on le ramène en Belgique. J'ai un endroit là bas pour faire disparaître son corps dans une baignoire remplie de charbon. »

— Message PGP déchiffré de Ridouan Taghi envoyé à son cousin Jaouad F., sur une cible encore inconnue.

## Procès Marengo
En juillet 2019, une citation pénale est lancée par les autorités néerlandaises contre seize suspects, avec Ridouan Taghi à la tête du réseau. Taghi et son organisation sont soupçonnés de faire partie d'un gigantesque réseau de trafiquants de cocaïne, comptant parmi leurs rangs plusieurs tueurs à gages prêts à passer à l'action. L'avocate de Taghi dans ce procès est Inez Weski. Le 17 octobre 2019, elle décide de mettre un terme à son contrat et arrête de défendre Taghi.
Le 5 mars 2020, Taghi refuse de comparaître lors de son procès. Pour des raisons de sécurité, il est interdit de filmer les avocats, les officiers de justice et les juges.
En janvier 2021, Taghi comparaît officiellement au tribunal d'Amsterdam afin de s'expliquer sur le meurtre de Hakim Changachi. Il invoque son droit au silence et fait semblant de dormir lorsque des questions lui sont posées. Lorsqu'il entend le mot « sport » sortir de la bouche du juge, il sort du silence et déclare : « L'Ajax Amsterdam est mon club préféré. »
Le 22 mars 2021, il est transporté en hélicoptère au tribunal d'Amsterdam où comparaissent également treize autres complices. Encore une fois, il fait valoir son droit au silence face aux accusations portées par le juge. Les conditions de sécurité au procès sont exceptionnelles, avec des avocats qui apparaissent masqués, de peur des représailles. Selon l’agence de presse néeerlandaise « On ne peut pas filmer, on ne peut enregistrer les voix. Les magistrats et les juges doivent rester anonymes. ».
Le 4 décembre 2021, lors d'une nouvelle page du procès Marengo, Taghi, questionné sur l'assassinat de Ranko Scekic, déclare qu’il « préfère encore mourir ou finir sa vie à l'isolement que pointer du doigt qui que ce soit. »
Le 27 février 2024, Ridouan Taghi est condamné à la réclusion à perpétuité pour son rôle dans dix meurtres.

## Détention
Ridouan Taghi est détenu dans la prison de haute sécurité  de Vught. Malgré des mesures strictes, il réussit à rester en contact avec le monde extérieur. En décembre 2020, le FBI informe la police néerlandaise que Taghi a communiqué avec l'aide de gardiens de prison qu’il aurait corrompus. Son neveu et avocat, Youssef Taghi, introduit une demande d'accès à Taghi en prison, qui lui est refusée dans un premier temps en raison d'une enquête en cours sur un possible abus du privilège avocat-client entre Youssef et un autre neveu de Taghi. L'enquête ayant conclu en mars 2021 que l'abus n’était pas avéré,  Youssef est alors autorisé à rendre visite à Taghi. En février 2021, la police néerlandaise lance une enquête sur les moyens par lesquels Taghi parvient à communiquer avec le monde extérieur.
Après le meurtre de De Vries en juillet 2021, la police est autorisée à installer des dispositifs d'écoute lors des rencontres entre Youssef et Ridouan Taghi, puis des caméras complètent le dispositif de surveillance en septembre. L'enquête révèle que Youssef sert d’intermédiaire entre Ridouan Taghi et sa famille, portant sur la planification de tentatives d'évasion et d’actes de violence envers un ex-beau-frère de Ridouan Taghi. En octobre 2021, Youssef est arrêté puis condamné pour appartenance à une organisation criminelle, planification d'une tentative d'évasion et implication dans le trafic de drogue et le blanchiment d'argent.
L'enquête sur les moyens de communication de Taghi se poursuit, et la police décrypte des messages via SkyECC à l'été 2022, qui laissent penser que l'avocate de Taghi, Inez Weski, sert d’intermédiaire pour des échanges interdits au condamné. En avril 2023, Weski est dès lors arrêtée pour suspicion d'appartenance à une organisation criminelle et violation de son devoir de confidentialité.
À la prison EBI, Taghi développe une relation étroite avec le terroriste islamiste Mohammed Bouyeri, conduisant au transfert de Bouyeri dans une autre prison en raison des risques de collusion. Taghi et Bouyeri continuent néanmoins à s'écrire des lettres, principalement composées de versets coraniques. Gökmen Tanis, auteur de la fusillade de tramway à Utrecht, a également envoyé des lettres à Taghi, dont certaines ont été rejetées par la prison par crainte que les versets coraniques ne contiennent des messages cachés.

### Risques pour les témoins et avocats
En lien avec le procès, trois personnes proches du témoin clé sont assassinées. Le frère du témoin clé a été assassiné le 29 mars 2019 après deux tentatives de meurtre commises la veille. Le meurtre a lieu six jours après l'annonce de l'accord avec les témoins clés. Selon la cour d'appel d'Amsterdam, « il semble très probable » que le meurtre soit le résultat d'un accord avec des témoins clés. Taghi n'est pas accusé de cet acte, mais les enquêteurs supposent que Taghi a ordonné ces exécutions. 
L'avocat du témoin a été abattu le matin du 18 septembre 2019, peu après être monté dans sa voiture devant sa maison d'Imstenrade (nl). Un homme vêtu de sombre a tiré une salve de six balles dans sa direction, dont l'une a traversé sa tête et lui a été fatale.

### Audiographie
- Radio France, Aux Pays-Bas s'ouvre un procès hors norme pour un baron de la drogue, francetvinfo, 5 mars 2020.
- Spotify, DAMSKO – De Podcast – #15 – met Paul Vugts, DAMSKO, 31 juillet 2020.

### Documentaires et reportages
- [vidéo] Hier leefde Taghi in isolement, De Telegraaf, 2019
- [vidéo] Ridouan Taghi opgepakt in Dubai, De Telegraaf, 2019
- [vidéo] Zo reageerde Nabil B. op arrestatie Taghi, De Telegraaf, 2020
- [vidéo] ALLE DETAILS - 'Hij was in totale schok' - Ridouan Taghi arrestatie, Nieuws NL, 2020
- [vidéo]  'Arrestatie Taghi voor ons te laat' , De Telegraaf, 2020
- Documentaire De Jacht op de Mocro-Maffia, Videoland, 2020
- Documentaire De Jacht op de Mocro-Maffia seizoen 2, Videoland, 2020

### Sources
- « La mocro-maffia a encore tué : un avocat abattu en pleine rue à Amsterdam », 7sur7,‎ 18 septembre 2019 (lire en ligne, consulté le 20 novembre 2019).
- « Un des criminels les plus recherchés des Pays-Bas expulsé de Dubaï », Le Figaro,‎ 19 décembre 2019 (lire en ligne, consulté le 20 novembre 2019).
- « Un complice louait à Bruxelles pour Taghi, baron de la drogue », La Capitale (journal),‎ 20 décembre 2019 (lire en ligne, consulté le 20 novembre 2019).
- Radio France, « Aux Pays-Bas s'ouvre un procès hors norme pour un baron de la drogue », France Info, France Info,‎ 20 décembre 2019 (lire en ligne, consulté le 9 mars 2020).
- « Trafic de drogues : le méga-procès de Ridouan Taghi, cerveau présumé de la "Mocro-mafia" s'ouvre à Amsterdam », RTBF.be, RTBF,‎ 22 mars 2021 (lire en ligne, consulté le 9 mars 2020).